# Лоренсу, Жуан
Жуа́н Мануэ́л Гонса́лвеш Лоре́нсу (порт. João Manuel Gonçalves Lourenço; 5 марта 1954, Лобиту, Португальская Западная Африка), в русскоязычном написании также встречаются варианты имени Жоа́у, Жоа́о и фамилии Лоуре́нсу — ангольский политический и государственный деятель, один из руководителей МПЛА, третий президент Анголы. Активный участник ангольской гражданской войны. В 1998—2003 — генеральный секретарь МПЛА. С 2014 — министр обороны Анголы, с 2016 — вице-председатель МПЛА. В конце 2016 года был объявлен преемником президента душ Сантуша. После парламентских выборов 23 августа 2017 года избран президентом Анголы. Вопреки большинству прогнозов, вступил в конфликт с предшественником и его сторонниками, повёл курс «ангольской оттепели», сопровождаемый острым политическим противоборством.

## Вступление в МПЛА
Родился в семье медика и швеи. Отец Жуана Лоренсу участвовал в антиколониальной борьбе, три года провёл в португальской тюрьме.
Учился в Промышленном институте Луанды. После Португальской революции 1974, при начале деколонизации Анголы, вступил в марксистское движение МПЛА (позиция, характерная для многих образованных жителей крупных ангольских городов и представителей народности мбунду).

## Военный, политик, министр

### В гражданской войне и на постах в провинциях
Участвовал в гражданской войне на стороне МПЛА. В 1975—1976 воевал в Кабинде против ФНЛА. С 1978 по 1982 находился на учёбе в СССР, окончил Военно-политическую академию имени Ленина. Вернувшись в Анголу, в 1982—1983 воевал против антикоммунистических повстанцев УНИТА.
В 1983—1986 Жуан Лоренсу — первый секретарь МПЛА в провинции Мошико (один из оплотов УНИТА). В 1986—1989 занимал аналогичный пост в провинции Бенгела. В 1989—1990 возглавлял директорат ФАПЛА — вооружённых сил НРА. Придерживался жёсткой коммунистической линии.

### В высшем политическом руководстве
С 1991 Жуан Лоренсу состоит в высшем руководстве МПЛА. Именно тогда произошла идеологическая переориентация МПЛА с марксизма-ленинизма на «демократический социализм» и «эффективное управление», и ортодоксальный коммунист Лоуренсу принял эти перемены. Занимал пост секретаря по информации и руководителя парламентской фракции МПЛА. На этот период пришлись такие события, как Резня на Хэллоуин (именно Лоренсу объявил в те дни о взятии в заложники 14 командиров вооружённых сил УНИТА), возобновление гражданской войны, подписание Лусакского протокола и временное «примирение» с УНИТА.
В 1998—2003 Жуан Лоренсу — генеральный секретарь МПЛА. На этом посту в феврале 2002 он сделал заявление в связи с гибелью Жонаса Савимби: от имени партийно-государственного руководства выразил сожаление о случившемся, но отметил, что Савимби «пришёл к тому концу, к которому сам упорно стремился».
С 2003 по 2014 Жоау Лоренсу — заместитель председателя Национальной ассамблеи Анголы.
23 апреля 2014 назначен министром обороны Анголы. В этом качестве в 2015 Лоренсу посещал Москву и вёл переговоры с Сергеем Шойгу. Министр обороны РФ назвал вооружённые силы Анголы «одним из гарантов безопасности в Центральной Африке» и пообещал дальнейшую помощь «в подготовке и совершенствовании профессионального мастерства» ангольских военных.
23 августа 2016 Жуан Лоуренсу занял пост вице-председателя МПЛА.
Имеет воинское звание генерал-полковник запаса.
Жуан Лоренсу принадлежал к близким сподвижникам Жозе Эдуарду душ Сантуша. Являлся деловым партнёром своего преемника на посту генсека МПЛА Дину Матроса, имел с ним совместный бизнес. Подобно Дину Матросу, считался представителем «жёсткой линии».

## Назначение преемником
В декабре 2016 ЦК МПЛА внёс имя Жуана Лоренсу первым номером в список кандидатов на выборах в августе 2017. По ангольской конституции, лидер партии победившей на парламентских выборах, становится президентом Анголы. Таким образом, Жуан Лоренсу был объявлен преемником президента душ Сантуша.
Выдвижение и избрание Жуана Лоренсу рассматривалось как успех сторонников жёсткой линии в партийно-государственном аппарате режима МПЛА, ветеранов гражданской войны типа Дину Матроса. Сторонники умеренно-технократического подхода делали ставку на вице-президента Мануэла Висенте. В то же время наблюдатели характеризовали Лоренсу как сильного политика, который «не будет марионеткой душ Сантуша, но будет продолжать его курс». Сам Лоренсу говорит о «смене политического цикла в рамках той же политической семьи». Он пообещал преодолеть экономический спад, вызванный падением мировых цен на нефть, и при этом не исключил обращения за кредитами к МВФ и Всемирному банку.
На выборах 23 августа 2017, согласно официальным данным, за кандидатов МПЛА проголосовали более 60 % избирателей. Это обеспечило правящей партии 150 мандатов из 220.
26 сентября 2017 Жуан Лоренсу официально вступил в должность президента Анголы. 24 августа 2022 года по итогам всеобщих выборов, на которых победила МПЛА, Лоренсу сохранил пост президента Анголы.

## Политика «ангольской оттепели»

### Антикоррупционная кампания
Неожиданно для Жозе Эдуарду душ Сантуша, новый глава государства повёл антикоррупционную кампанию, заострённую против семейного клана и ближайшего окружения экс-президента. Одним из первых решений Лоренсу стало отстранение дочери предшественника Изабель душ Сантуш от должности президента государственной нефтяной компании Sonangol.

Падение «Принцессы», самой богатой женщины Африки, ведёт к чистке публичных компаний от представителей семейства душ Сантуш и знаменует конец эпохи непотизма, истощающего ресурсы Анголы.

Сын бывшего президента Жозе Филомену душ Сантуш был сначала отстранён от руководства Суверенным Фондом Анголы (аккумулирующим нефтяные доходы казны), а в сентябре 2018 года арестован по обвинению в коррупции. Также были арестованы его бизнес-партнеры. Были произведены крупные кадровые перемены в силовых структурах, сняты с постов видные назначенцы душ Сантуша — начальник национальной полиции Амброзиу ди Лемуш и начальник армейской службы безопасности Антониу Жозе Мария. Встал вопрос об отставке начальника генштаба ФАПЛА Жералду Сашипенгу Нунды. Ослабли позиции бывшего начальника президентской военной канцелярии генерала Копелипы. Через четыре дня после вступления Лоренсу на президентский пост Копелипа — доверенный силовик душ Сантуша — был отстранён от правительственной должности; госминистром по безопасности назначен генерал Педру Себаштьян.

### Утверждение власти
В партийно-государственном аппарате сложилась влиятельная консервативная группа eduardistas — сторонники экс-президента, противники реформаторских замыслов. Дину Матрос сделал заявление в том смысле, что президент обязан выполнять партийные решения. С другой стороны, авторитетный ветеран-силовик Сантана Петрофф высказался за немедленную отставку душ Сантуша с партийного руководства и сосредоточение власти в руках нового президента.
Однако 8 сентября 2018 на экстренном VI съезде МПЛА Жуан Лоренсу сменил Жозе Эдуарду душ Сантуша на посту председателя (президента) правящей МПЛА (вице-президентом партии стала Луиза Дамиан). В своём выступлении преемник выразил благодарность предшественнику, но дал понять, что душ Сантуш навсегда уходит из политики. При этом Лоренсу объявил «крестовый поход» против коррупции и кумовства.
15 июня 2019 состоялся чрезвычайный VII съезд МПЛА. Жуан Лоренсу (уже в отсутствие душ Сантуша) заметно укрепил свои позиции, подтвердив взятый политический курс, прежде всего в плане борьбы с коррупцией. Он жёстко заявил, что не намерен поддаваться шантажу и угрозам. Обновился состав ЦК, новым генеральным секретарём был избран Паулу Помболо. Таким образом, в руках Лоренсу сосредоточилась верховная партийно-государственная власть.
Вскоре после этого президент подверг предшественника критике за авторитарное правление и коррупцию. Душ Сантуш покинул Анголу, отправившись на лечение в Португалию, затем обосновался в испанской Барселоне. Из Политбюро ЦК МПЛА были выведены ближайшие сподвижники экс-президента, знаковые фигуры консервативного курса — Дину Матрос, Кунди Пайхама, Бенту Бенту, всего около пятнадцати человек. На их место кооптированы сторонники нового председателя.
Жуан Лоренсу значительно изменил политический стиль президентства. Он сократил численность своей личной охраны, чаще ездил по стране, больше общался с гражданми. Элитная президентская гвардия переведена в армейское подчинение. Лоренсу посетил Кабинду — оплот оппозиции и очаг повстанческого движения — и провёл там ночь (что ранее считалось недопустимым из соображений безопасности). 11 ноября 2017, в День независимости Анголы, Лоренсу выступил на митинге в Лубанго и характеризовал себя как «президента всех ангольцев», а не только МПЛА.

### Перспективы реформ
В сфере экономики правительство Лоренсу ориентировано на создание новых рабочих мест и сокращения государственного участия в экономике. В конце 2018 года президент объявил о предстоящей приватизации крупнейших государственных компаний, включая операторов аэропортов и морских портов. Эксперты сочли эти перемены признаками запланированных масштабных реформ. К этому вынуждает объективная ситуация в стране, социально-экономический кризис, усугублённый падением мировых цен на нефть.

Более открытый, раскованный политический стиль президента, сопровождаемый жестами доброй воли в отношении оппозиции, резко контрастирует с позицией его предшественника. Это может дать новому лидеру Анголы дополнительные рычаги. Учитывая быстрый старт Лоренсу и его явную решимость бороться с коррупцией, сдерживать особые интересы прежней администрации, возможны два сценария: либо господин душ Сантуш и его сторонники спокойно признают неизбежность перемен, в том числе чисток в политических и экономических структурах, либо бывший президент попытается использовать свое председательство в МПЛА, чтобы остановить реформы Лоренсу.

Жуан Лоренсу установил регулярные контакты с руководством оппозиционной УНИТА. Его встречи с председателем УНИТА Исайашем Самакувой проходят в атмосфере демонстративной доброжелательности. Президент санкционировал перезахоронение Жонаса Савимби в родовом центре Андуло, чего УНИТА безуспешно добивалась от душ Сантуша в течение семнадцати лет (ранее с санкции Лоренсу там же был перезахоронен Арлиндо Пена).
В 2019 была создана правительственная Комиссия по примирению и памяти жертв политических конфликтов (CIVICOP) под председательством министра юстиции Анголы Франсишку Мануэл Кейроша. 26 мая 2021 президент Лоренсу сделал знаковое политическое заявление: от имени государства выразил «искреннее раскаяние» и принёс извинения за массовые убийства при подавлении Мятежа «фракционеров» 1977 года (конкретные формулировки звучали как «непропорциональное применение силы и преследование невиновных»). Были торжественно захоронены останки Ниту Алвиша, Жакоба Каэтану, процесс реабилитации продолжен. Это означало принципиальное изменение официального отношения к кровопролитному внутреннему конфликту в МПЛА и последующим репрессиям. В то же время Лоренсу отметил эпизоды внутрипартийного насилия в УНИТА, что вызвало резкие отповеди представителей оппозиции. Руководство УНИТА поставило вопрос об аналогичной государственной переоценке «Резни на Хэллоуин».

### Обострение ситуации
Комментаторы сравнивают политику Жуана Лоренсу с Хрущёвской оттепелью, однако не уверены в последовательности взятого курса. Выразителями консервативных сил, противостоящих реформаторским намерениям, выступает партийный аппарат МПЛА и вице-президент Анголы Борниту ди Соуза.
Социально-политическое положение в Анголе резко обострилось с осени 2020. Массовое недовольство экономическими трудностями, бедностью и обнищанием, неэффективностью борьбы с пандемией COVID-19 привело к уличным протестам в Луанде и жёсткому полицейскому подавлению. В конце января 2021 произошли вооружённые столкновения между шахтёрами и полицией в провинции Северная Лунда, несколько человек погибли. На таком фоне правительство объявило о переносе на неопределённый срок запланированных региональных и муниципальных выборов.
Новый председатель УНИТА Адалберту Кошта Жуниор заявил о катастрофе президентской политики. Влиятельный и популярный деятель УНИТА Абилио Камалата Нума резко осудил репрессии властей против протестующих и посоветовал президенту Лоренсу «не идти путём Лукашенко». Ответом стало ужесточение президентской политики, силовое подавление протестов. 
На ключевые посты в силовых структурах расставлены доверенные генералы Лоренсу. Во главе президентской службы безопасности Педру Себаштьяна в 2021 сменил Франсишку Фуртадо. Службу разведки и госбезопасности SINSE с 2018 возглавляет Фернандо Миала, которого оппозиция оценивает как «второго человека» и даже «теневого президента». Министром внутренних дел в 2019 назначен Эужениу Лаборинью.
Результаты выборов 2022 отразили серьёзное падение поддержки МПЛА. Однако партия удержала большинство — 51 % голосов, 124 депутата в Национальной ассамблее. Жуан Лоренсу сохранил президентский пост. Новым вице-президентом, вместо Борниту ди Соузы, стала Эсперанса да Кошта, причисляемая к  доверенным лицам Лоренсу.

## Личная жизнь
Жуан Лоренсу женат, имеет шестерых детей.
Наряду с португальским, владеет русским, английским и испанским языками. Увлекается футболом и каратэ (стиль сётокан).

## Награды
- Лента ордена Республики Сербия (2022, Сербия)[38]
- Кавалер цепи ордена Гражданских заслуг (Испания, 7 февраля 2023 года)
- Кавалер ордена Южной Африки (ЮАР, 12 декабря 2024 года)[39]
- Офицер ордена Почётного легиона (Франция, 2025 год)[40]